# Galez
Galez település Franciaországban, Hautes-Pyrénées megyében. Lakosainak száma 176 fő (2022. január 1.). Galez Galan, Lannemezan, Bonrepos, Campistrous, Clarens és Recurt községekkel határos.

## Népesség
A település népességének változása:
| Lakosok száma | 174  | 198  | 192  | 182  | 174  | 173  | 172  | 171  | 176  |
|               | 2013 | 2015 | 2016 | 2017 | 2018 | 2019 | 2020 | 2021 | 2022 |